# Francisco Javier Stegmeier Schmidlin
Monseñor Francisco Javier Stegmeier (Los Ángeles, Chile, 19 de mayo de 1962) es el Obispo titular de la Diócesis de Villarrica.

## Biografía
Inició sus estudios en 1968 en el Colegio Alemán de Los Ángeles, y posteriormente realizó su formación secundaria en el Liceo Alemán de los padres misioneros del Verbo Divino, también en Los Ángeles. Concretando su inquietud vocacional hacia el sacerdocio, ingresa al Seminario Mayor San Rafael, de la diócesis de Valparaíso, en 1982 a los 19 años.

## Sacerdocio
Transcurridos sus estudios, recibió el diaconado el 27 de diciembre de 1987 de parte de Mons. Orozimbo Fuenzalida y fue ordenado sacerdote para la diócesis de Los Ángeles por el Obispo Mons. Adolfo Rodríguez Vidal el 3 de diciembre de 1988, en la memoria de San Francisco Javier. 
Fue enviado por a Roma para estudiar en la Pontificia Universidad de la Santa Cruz entre los años 1989 y 1992. Obtuvo la Licenciatura en Teología en la Pontificia Universidad de la Santa Cruz, en Roma.
Durante su ministerio sacerdotal fue vicario parroquial en la Parroquia del Buen Pastor el año 1989, párroco de la Sagrada Familia de Los Ángeles entre los años 1992 y 2006, formador y profesor del Seminario Mayor Metropolitano de Concepción entre los años 1992 y 2009, profesor del Instituto de Teología de la Universidad Católica de la Santísima Concepción, capellán del Monasterio de las Hermanas Clarisas de Los Ángeles y Rector del Seminario Mayor Metropolitano de Concepción.

## Episcopado
El Santo Padre, Benedicto XVI, lo nombró Obispo de Villarrica el 7 de febrero de 2009, recibiendo la Ordenación Episcopal el 19 de abril de 2009, en la Iglesia Catedral de Villarrica (Chile), por parte del Nuncio Apostólico Monseñor Giuseppe Pinto, junto a Monseñor Felipe Bacarreza, Obispo de Santa María de Los Ángeles, y Monseñor Sixto Parzinger, Obispo emérito de Villarrica. La celebración contó con la participación del Cardenal Francisco Javier Errázuriz y de todos los Obispos de Chile.
Monseñor Stegmeier se ha manifestado junto a otros obispos en contra del aborto. También ha sido afectado por atentados incendiarios en la Araucanía, donde han sido quemadas varias capillas y el Seminario Mayor San Fidel, que previamente había sido por comuneros mapuche.